# Chris O’Brien (Schauspieler)
Christopher „Chris“ O’Brien (* in Rhode Island) ist ein US-amerikanischer Schauspieler.

## Leben
O’Brien wurde im US-Bundesstaat Rhode Island geboren, wo der Vegetarier auch aufwuchs. Er ist irisch-azorischer sowie französisch-kanadischer Abstammung. Er erlangte an der Roger Williams University seinen Bachelor of Arts in englischer Literatur.
1999 wirkte O’Brien am Computerspiel M.U.G.E.N und 2003 in den Kurzfilmen und Fernsehepisoden rund um Baby Einstein mit. 2011 erhielt er eine Episodenrolle in der Fernsehserie Body of Proof und eine Nebenrolle im Film Moonrise Kingdom aus dem Jahr 2012. 2013 wirkte er in den beiden Miniserien CSU CrimeStoppers Unit und Pretty Shorts mit. In letzterer übernahm er auch Aufgaben als Drehbuchautor, Regisseur und Produzent. 2014 erhielt er im Film Alpha House die Rolle des Studenten Zack. Im Folgejahr hatte er eine Episodenrolle in der Fernsehserie Rosewood inne. Von 2014 bis 2015 verkörperte er in 16 Episoden der Fernsehserie Classic Alice die Rolle des Ewan McBay. 2016 erhielt er mit der Rolle des angehenden Filmemachers Mark eine der Hauptrollen im Horrorfilm Found Footage 3D. 2018 folgte die Darstellung des Kip in der Fernsehserie Bunkheads.

## Filmografie (Auswahl)
- 2003: Baby Einstein: Baby Galileo Discovering the Sky (Kurzfilm)
- 2003: Baby Einstein: Numbers Nursery
- 2003: Baby Einstein (Fernsehserie, 3 Episoden)
- 2011: Body of Proof (Fernsehserie, Episode 2x10)
- 2012: Moonrise Kingdom
- 2012: Unholy Grail (Kurzfilm)
- 2012: Employ Yourself (Kurzfilm)
- 2013: CSU CrimeStoppers Unit (Miniserie, 7 Episoden)
- 2013: Pretty Shorts (Fernsehserie, 8 Episoden)
- 2013: The Last Rites of Granny Souza (Kurzfilm)
- 2013: Jersey Chasers (Fernsehfilm)
- 2013: Adam & Paul Save the Whole, Entire Apartment Complex (Fernsehserie)
- 2013: Half Pint (Kurzfilm)
- 2013: Auditions from Hell (Fernsehserie)
- 2013: Youth Large (Fernsehfilm)
- 2014: The Spinoffs (Fernsehserie)
- 2014: Alpha House
- 2014: Rom.Com (Miniserie, 1 Episode)
- 2014: Fish Bowl (Kurzfilm)
- 2014: Funny Boned (Kurzfilm)
- 2014: Luke629 (Kurzfilm)
- 2014: Hide & Shriek (Kurzfilm)
- 2014: The Wong Dojo (Kurzfilm)
- 2014–2015: Classic Alice (Fernsehserie, 16 Episoden)
- 2015: How We Got Here (Fernsehserie, Episode 1x09)
- 2015: Suite for Two Band Geeks (Kurzfilm)
- 2015: Tenured
- 2015: Pyro (Kurzfilm)
- 2015: Dream Girl (Kurzfilm)
- 2015: The Divine Tragedies
- 2015: Jeanine (Kurzfilm)
- 2015: Rosewood (Fernsehserie, Episode 1x07)
- 2015: Christmas with the Karountzoses
- 2016: The Weed Detective (Fernsehserie, 2 Episoden)
- 2016: The Last Ones (Kurzfilm)
- 2016: Found Footage 3D
- 2016: Let It Bleed
- 2016–2017: Ride with Me (Fernsehserie, 3 Episoden)
- 2017: Erica and Elray (Fernsehserie, Episode 1x02)
- 2017: Not a Plan (Miniserie, 8 Episoden)
- 2017: Gingerbread House (Kurzfilm)
- 2017: Mixed Messages (Kurzfilm)
- 2018: [Un]afraid
- 2018: The Elevator (Kurzfilm)
- 2018: Bunkheads (Fernsehserie, 6 Episoden)
- 2018: Say after Me (Kurzfilm)
- 2019: She Comes in Colors Everywhere (Kurzfilm)
- 2019: Now What?! (Miniserie, Episode 3x04)
- 2019: Basic Witch (Kurzfilm)
- 2020: Digital Sky (Fernsehserie, Episode 1x04)